# チキンとマッシュルームのパイ
チキンとマッシュルームのパイ(Chicken and mushroom pie)は、イギリスで一般的なパイで、イギリスで最も人気のある食事パイの1つである。フィッシュ・アンド・チップ・ショップでしばしば提供される。また、南アフリカ共和国でも非常に人気がある。

## 材料
外側のパイ部分は、上部が膨らみ、底部がクラスト状である。フィリングは、クリームソースの中に小さな角切りの鶏肉とスライスしたマッシュルームが含まれる。フィリングにナツメグやネギが加えられることもある。国中のフィッシュ・アンド・チップ・ショップやスーパーマーケットでも売られている。